# Восточно-Карибский Центральный банк
Восточно-Карибский центральный банк (англ. Eastern Caribbean Central Bank) — центральный банк восьми островных государств Карибского бассейна. Создан в октябре 1983 года с целью поддержания стабильности восточно-карибского доллара, интеграции и сбалансированного роста банковских систем государств-участников.
Штаб-квартира расположена в городе Бастер (Basseterre) на острове Сент-Китс.

## Функции
Главные функции банка:
- выпуск одной общей валюты (EC$), движение которой между странами-участниками не ограничивается;
- хранение общего валютного резерва;
- выработка и осуществление валютной политики стран-участников.

## Страны-участники
Страны-участницы экономического и валютного союза стран Карибского бассейна:
- Антигуа и Барбуда,
- Гренада,
- Доминика,
- Сент-Винсент и Гренадины,
- Сент-Китс и Невис,
- Сент-Люсия,
- Ангилья,
- Монтсеррат.

Все государства-члены Восточно-карибского Центрального банка являются также членами Организации Восточно-карибских государств (OECS).